# Régulus (étoile)
Pour les articles homonymes, voir Régulus.
Désignations
Régulus, également désignée Alpha Leonis (α Leonis / α Leo) dans la désignation de Bayer, est l'étoile la plus brillante de la constellation du Lion. D'une magnitude apparente de +1,40, c'est également la vingt-et-unième étoile la plus brillante du ciel nocturne et sa proximité avec l'équateur céleste la rend visible de toutes les zones habitées sur Terre. Elle est située à 79 années-lumière du Système solaire. Le nom Régulus dérive du latin et signifie « petit roi ».
En réalité, Régulus est un système stellaire composé de quatre étoiles, disposées en deux paires qui gravitent l'une autour de l’autre ; le premier couple est une binaire spectroscopique formée d'une étoile bleu-blanc de la séquence principale et, probablement, d'une naine blanche. À 175 secondes d'arc du premier couple, ce qui correspond à une séparation d'environ 4 200 UA se trouvent une naine orange et une faible naine rouge qui forment une paire d'étoiles distantes l'une de l'autre d'environ 100 UA.

## Observation

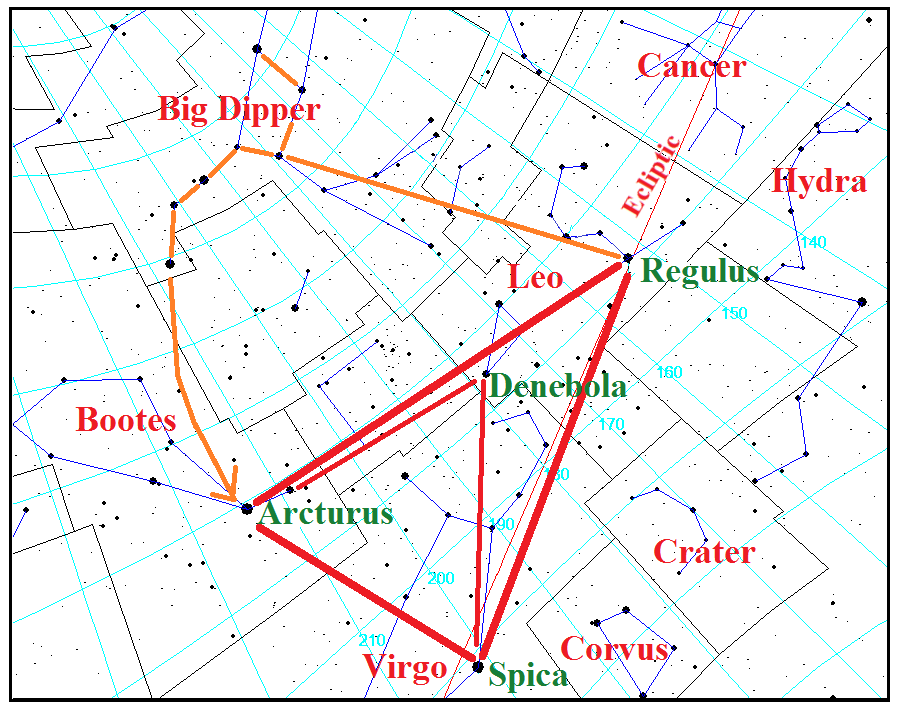
L'astérisme du Triangle du printemps, formé par Arcturus, Spica, et Régulus. Régulus est trouvable à partir de la Grande Ourse, en prolongeant l'alignement Megrez - Phecda vers le sud.

Régulus apparaît comme une étoile bleu-blanc facilement identifiable grâce à sa brillance et à son appartenance à l'un des astérismes les plus brillants et les plus caractéristiques du ciel nocturne, celui de la Faucille. Il est composé de six étoiles, dont l’arrangement rappelle la forme d’une faucille : Régulus, la plus brillante et la plus méridionale du groupe, ainsi que η Leonis en sont le « manche » ; Algieba (γ Leo), Adhafera (ζ Leo), Ras Elased Borealis (μ Leo) et Ras Elased Australis (ε Leo), qui dans la constellation forment le cou et la tête du lion, représentent la lame de la faucille dans l'astérisme.
Régulus forme également, avec Arcturus et Spica, l'astérisme du Triangle du printemps. L'étoile peut être repérée en prolongeant l'alignement formé par les étoiles de la Grande Ourse Megrez (δ UMa) et Phecda (γ UMa) en direction du sud.
Ayant une déclinaison de presque +12°, Régulus est une étoile de l'hémisphère boréal. Cependant, sa proximité avec l'équateur céleste la rend visible depuis toutes les zones habitées de la Terre. En fait, elle n'est invisible que depuis les régions les plus australes du continent antarctique. À l'inverse, sa position la rend circumpolaire uniquement à proximité du pôle Nord.
Parmi les étoiles de première magnitude, Régulus est celle qui est la plus proche de l'écliptique. En particulier, le Soleil passe à moins d’un demi-degré au sud de Régulus chaque année, le 23 août. Par conséquent, Régulus est régulièrement occultée par la Lune et, plus rarement, par les planètes et les astéroïdes. La dernière occultation de Régulus par une planète remonte au 7 juillet 1959, par Vénus. La prochaine occultation par une planète aura lieu le 1er octobre 2044, et il s'agira à nouveau de Vénus. Dans les millénaires à venir, Régulus pourra être occultée par Vénus et Mercure, mais pas par les autres planètes du Système solaire en raison de la position de leurs nœuds ascendants.

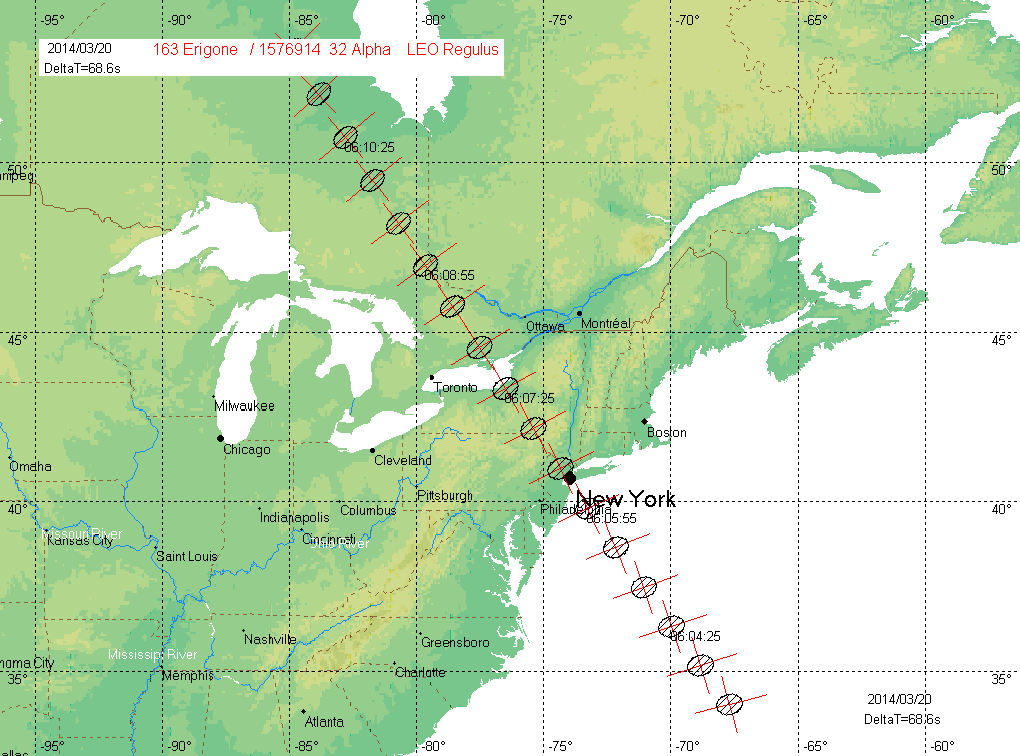
Cartes des zones où l'occultation de Régulus du 20 mars 2014 par (163) Érigone aurait dû être visible.

Régulus peut également être occultée par les astéroïdes. Le 20 mars 2014, l'étoile a été occultée par (163) Érigone. Le phénomène aurait dû être observable à l'intérieur d'une bande d'environ 70 km passant dans le sud de l'Ontario, au Canada, ainsi que par New York, mais aucune observation ne fut rapportée en raison de la couverture nuageuse cette nuit-là dans les régions concernées. Le 19 octobre 2005, une occultation visible depuis le sud de l'Europe s'est produite quand Régulus a été occultée par (166) Rhodope : l'évènement, qui a duré deux secondes, a été observé par 12 observateurs du Portugal, d'Espagne, d'Italie et de Grèce.
Le passage du Soleil au plus près de Régulus ayant lieu le 23 août, la meilleure période pour observer l'étoile est celle où le Soleil se trouve du côté opposé de l'écliptique, c'est-à-dire à la fin de l'hiver et au début du printemps boréal. Toutefois, vu sa position sur la sphère céleste, Régulus est visible pendant au moins quelques heures de la nuit une grande partie de l'année. Sa seule période d'invisibilité a lieu autour du 23 août, lorsque le Soleil se trouve trop près de l'étoile pour qu'elle soit observable. Son lever héliaque a lieu dans la plupart des régions de la Terre au cours de la première semaine de septembre. Tous les huit ans, Vénus passe à proximité de Régulus durant la période de son lever héliaque, comme cela a été le cas le 5 septembre 2014, par exemple.

## Environnement galactique

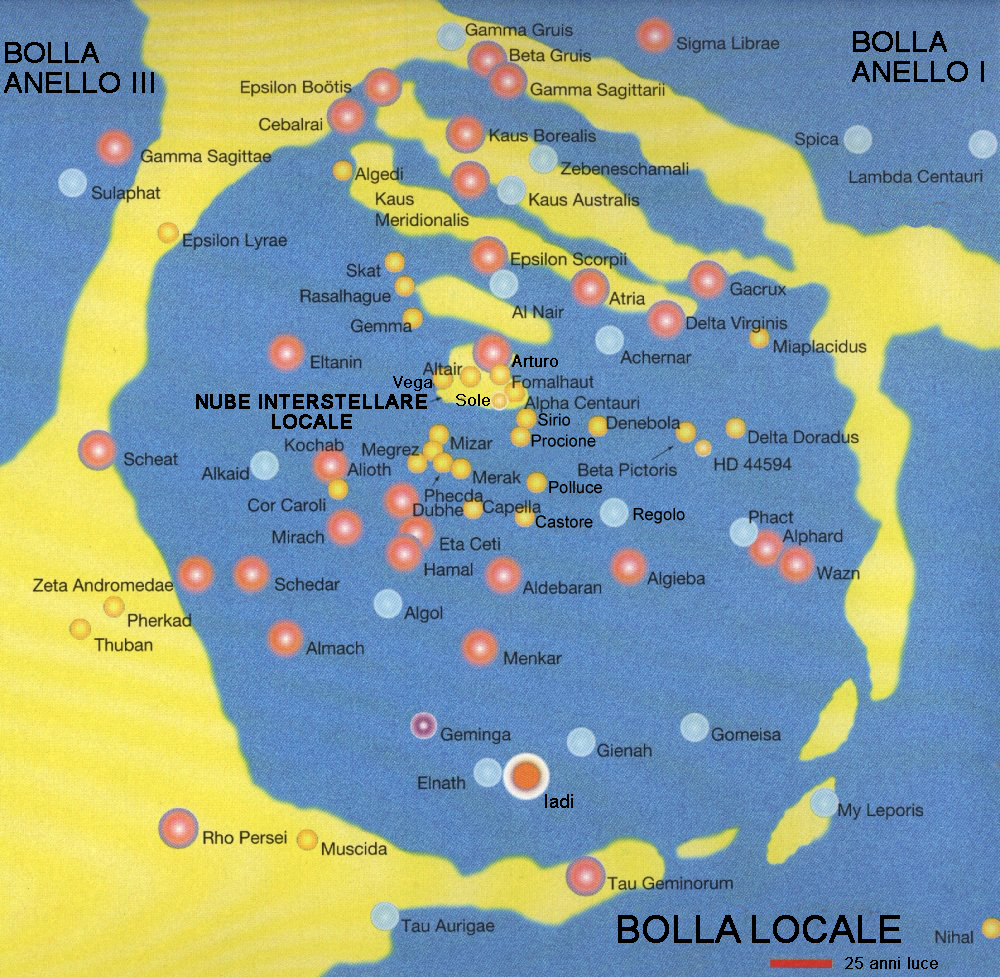
Structure de la bulle locale. Y apparaissent la position de Régulus, celle du Soleil et celle des autres étoiles. L'image est orientée de telle sorte que les étoiles les plus proches du centre galactique sont dans sa partie supérieure.

La nouvelle réduction des données astrométriques du télescope spatial Hipparcos de 2007 a conduit à un nouveau calcul de la parallaxe de Régulus, qui est de 41,13 ± 0,35 mas. La distance entre Régulus et la Terre est donc égale à 1/0,04113 pc, soit 24,31 pc, c'est-à-dire 79,3 années-lumière. L'étoile est donc pour nous relativement proche et elle partage le même environnement galactique que le Soleil. En particulier, elle se trouve comme le Soleil dans la bulle locale, une « cavité » du milieu interstellaire présent dans le bras d'Orion, l'un des bras galactiques de la Voie lactée. Les coordonnées galactiques de Régulus sont 48,93° et 226,42°. Une longitude galactique d'environ 226° signifie que la ligne qui relie le Soleil et Régulus, si elle est projetée sur le plan galactique, forme avec la ligne qui relie le Soleil au centre galactique un angle d'environ 226°. Comme cet angle est compris entre 90 et 270°, Régulus est légèrement plus éloignée du centre galactique que le Soleil. Une latitude galactique d'un peu moins de 49° signifie que Régulus se situe au nord du plan sur lequel se trouvent le Soleil et le centre galactique.
Les deux étoiles les plus proches du système de Régulus sont deux naines rouges. Il s'agit de Steph 852, une étoile de type spectral M0 V, à 6,6 années-lumière de Régulus, et de LTT 12663, une étoile de type spectral M4 V, à 7,9 années-lumière de Régulus. Pour trouver une étoile semblable au Soleil, il faut s'éloigner d'environ 11 années-lumière de Régulus, où est localisée HK Bootis, une sous-géante jaune de type spectral G5 IV. À 13 années-lumière de Régulus se trouve 40 Leonis, une étoile jaune-blanc de la séquence principale ou une sous-géante, de type spectral F6 IV-V. 40 Leonis est également une variable de type Delta Scuti.

## Caractéristiques physiques

### Régulus A

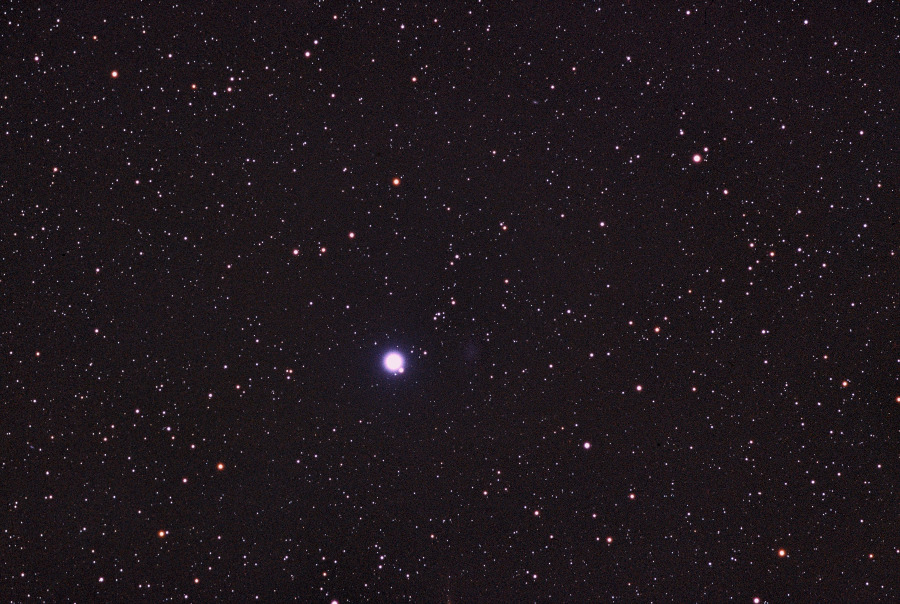
Régulus photographiée par un astronome amateur. La galaxie naine Leo I apparaît également, comme une faible tâche diffuse, à sa droite.

L'étoile primaire du système de Régulus, Régulus A, de loin l'objet dominant du système tant en termes de masse que de luminosité, est classée comme une étoile de type spectral B7V ou B8IVn. Il s’agit donc d’une étoile bleu-blanc de la séquence principale ou d’une sous-géante bleue. La lettre n à la fin du deuxième type spectral signifie que les raies spectrales de l'étoile sont plus larges que la normale en raison de sa vitesse de rotation élevée. Dans tous les cas, Régulus A, est l’étoile de type spectral B la plus proche du système solaire. Sa métallicité, autrement dit ce que les astronomes désignent comme l'abondance des éléments plus lourds que l'hélium, est équivalente à celle du Soleil.
Régulus A a été observée au cours des années 2000 par plusieurs équipes de chercheurs utilisant l'interféromètre CHARA situé à l'observatoire du mont Wilson. La brillance de l'étoile et sa proximité avec le Soleil ont permis de déterminer ses paramètres physiques avec une bonne précision. Compte tenu de la vitesse de rotation élevée de Régulus A, l'étoile est aplatie au niveau des pôles, ce qui lui donne une forme ellipsoïdale aplatie. Le théorème de von Zeipel prédit que, en raison de l’aplatissement, la gravité de surface et la température effective de l'étoile sont inférieures à l'équateur par rapport aux pôles. La distance entre sa surface et son centre, où son énergie est produite, est en fait plus grande à l'équateur qu'aux pôles. Ce phénomène est appelé l'obscurcissement par gravité (gravity darkening). Les observations ont confirmé les prévisions théoriques.
McAlister et al. (2005) ont émis l'hypothèse que l'inclinaison de l'axe de rotation de Régulus A par rapport à la Terre serait de 90°. Cela signifie que, de notre point de vue, son équateur est dirigé vers nous. De plus, l'angle entre son pôle nord céleste et son axe de rotation est de 85,5 ± 2,8° : cela signifie que l'équateur de l'étoile est presque aligné dans le sens nord-sud et que les pôles, eux, sont orientés selon le sens est - ouest. Compte tenu de cette position particulière, la vitesse de rotation projetée (v × sin i) coïncide avec la vitesse de rotation réelle. Elle est estimée à 317 ± 3 km/s. C'est une vitesse égale à 86% de la vitesse critique, c'est-à-dire le seuil au-delà duquel l'étoile serait détruite. L’étoile semble avoir la forme d’une ellipse, d'un grand axe de 1,65 ± 0,02 mas et d'un petit axe de 1,25 ± 0,02 mas. À la distance calculée par Hipparcos, cela correspond à un rayon équatorial de 4,16 ± 0,08 R☉ et à un rayon polaire de 3,14 ± 0,06 R☉. Sa température de surface aux pôles est de 15 400 ± 1 400 K, alors que, comme on pouvait s'y attendre, sa température à l'équateur est plus faible, puisqu'elle est de 10 314 ± 1 000 K. Étant donné la taille, la forme et la distribution de la température de surface de l'étoile, il est possible d'estimer la luminosité de l'étoile à 347 ± 36 L☉. Vu son rayon et avec une gravité de surface de 3,5 log g, on obtient une masse de 3,4 ± 0,2 M☉.
Che et al. (2011) ont également utilisé l'interféromètre CHARA pour étudier Régulus A, mais avec l'outil MIRC, qui est plus sensible que celui utilisé par McAlister et al. (2005). Ce groupe de spécialistes a donc été en mesure de faire des estimations plus précises des paramètres de l'étoile. L'inclinaison de l'axe de rotation par rapport à notre ligne de visée s'est avérée être de 86,3°, tandis que l'angle entre le pôle nord céleste et l'axe de rotation est estimé à 78°. La vitesse de rotation à l'équateur, de 337 km/s, correspond à 96% de la distance critique, tandis que le rayon équatorial est estimé à 4,21 R☉ et le rayon polaire à 3,22 R☉. La température équatoriale estimée de l'étoile est de 11,010 K, ce qui implique que la surface de l'étoile est entièrement radiative. La luminosité bolométrique est de 341 L☉. Bien que ces paramètres corrigent ceux de McAlister et al. (2005), il ne s'en écarte que de peu. La masse estimée par Che et al. (2011) est cependant assez différente de celle estimée précédemment : 4,15 ± 0,06 M☉. Enfin, étant donné la vitesse de rotation et le rayon équatorial, on suppose que l’étoile tourne sur elle-même en 14,63 heures. Cette donnée peut être comparée aux 28 jours du Soleil.
Les résultats précédents sont de nouveau confirmés par l'équipe de Hadjara et al. (2018), qui ont quant à eux utilisé l'interféromètre AMBER du Very Large Telescope. Ils trouvent toutefois une vitesse de rotation encore plus élevée de 350 km/s pour Régulus A, cette valeur demeurant cependant, aux marges d'erreur près, compatible avec la valeur de 337 km/h de Che et al. (2011). Cela correspond à une vitesse égale à 88% de la vitesse critique au-delà de laquelle l'étoile serait détruite.
Régulus A présente un champ magnétique intense atteignant des valeurs de 1-2 kG. Cette caractéristique la rapproche des étoiles Ap et Bp,.
Régulus est la première étoile où il a été possible de confirmer que les étoiles à rotation rapide émettaient une lumière polarisée. Une étude réalisée en 2017 avec l’instrument HIPPI (High Precision Polarimetric Instrument) installé sur le télescope anglo-australien de l'observatoire de Siding Spring, a permis de confirmer que l’étoile tourne à 96,5% de sa vitesse critique.

### Régulus Ab
En analysant les spectres de Régulus A obtenus à partir de divers télescopes, Gies et al. (2008) ont détecté des oscillations de sa vitesse radiale, ce qui est caractéristique de la présence d'un compagnon. Ce compagnon est désigné Régulus Ab. Les oscillations ont une période de 40,11 ± 0,02 jours, ce qui correspond à la période orbitale du binôme. En supposant une inclinaison orbitale similaire à l’inclinaison de l’axe de rotation de l’étoile, c’est-à-dire proche de 90°, et en supposant pour Régulus A une masse de 3,4 M☉, il en résulte que la masse de son partenaire est d'environ 0,30 M☉. Un objet ayant une telle masse pourrait donc être soit une naine rouge, soit une naine blanche. Puisque le demi-grand axe de son orbite n'est que de 0,35 UA et que la différence de luminosité entre les deux composantes est de 6 magnitudes dans le cas d'une naine rouge et de 10 magnitudes dans le cas d'une naine blanche, Régulus Ab est invisible même par les télescopes les plus puissants, car il est noyé par la lumière de l'étoile principale, bien plus importante.
Selon Gies et al. (2008), il est probable que Régulus Ab soit une naine blanche et non une naine rouge, et ce pour deux raisons. Premièrement parce que les étoiles ralentissent leur vitesse de rotation au cours du temps ; puisque Régulus A semble ne pas être une étoile particulièrement jeune, sa vitesse de rotation élevée est un problème qui ne peut être résolu que si la naine blanche, dans une phase antérieure de son évolution, a cédé de sa masse à l'étoile principale actuelle, ce qui augmente sa vitesse de rotation. Deuxièmement parce que la naine blanche, en raison de son jeune âge, devrait avoir une température de surface supérieure à 16 000 K, si bien que cela se traduirait par un léger excès de rayons ultraviolets dans le spectre de Régulus A. Cet excès était effectivement détecté par Morales et al. (2001).
L'hypothèse selon laquelle Régulus Ab est une naine blanche a été indirectement confirmée par les observations photométriques effectuées par le télescope spatial MOST. Comme l'inclinaison orbitale du couple est probablement proche de 90°, Régulus Ab devrait passer devant son étoile principale, produisant une éclipse de proportions modestes. Toutefois, étant donné qu'une naine rouge est beaucoup plus grosse qu'une naine blanche, l'éclipse provoquée par le passage d'une naine rouge, qui serait de l'ordre de 8 millimagnitudes, devrait être détectable par le MOST. Or, elle n'a pas été détectée, ce qui est un argument supplémentaire en faveur d'un compagnon de type naine blanche.

### Âge et évolution du système
L'âge de Régulus demeure débattu. Gerbaldi et al. (2001) indiquent un âge de 150 millions d'années pour Régulus A, basé sur la température de surface de l'étoile. Cependant, une telle estimation est contredite à la fois par le fait que la température de surface de Régulus A n’est pas uniforme et par le fait que son compagnon a interagi dans le passé avec elle, modifiant ainsi son évolution. Rappaport et al. (2009) ont reconstitué l'évolution passée et établi des scénarios futurs pour le système constitué par Régulus A et Régulus Ab. Étant donné la proximité actuelle de la naine blanche, il est probable que son étoile progénitrice ait cédé de la matière à Régulus A. En outre, comme les étoiles les plus massives évoluent plus rapidement, la progénitrice de la naine blanche actuelle devait avoir une masse initiale supérieure à celle de Régulus A. En se basant sur les masses actuelles des deux étoiles, Rappaport et al. (2009) en déduisent que la progénitrice de la naine blanche devait initialement avoir une masse égale à 2,3 ± 0,2 M☉, alors que Régulus A devait avoir une masse initiale de 1,7 ± 0,2 M☉. Le système formé par ces deux étoiles avait initialement une période orbitale de 40 heures. Lorsque l'ancienne étoile principale est devenue une géante rouge, elle a commencé à céder de la matière à Régulus A. Environ 1,7 M☉ de gaz auraient été transférés de la géante rouge à Régulus A au cours de ce processus. Il en résulte que Régulus A a maintenant une masse doublée par rapport à sa masse initiale, tandis que la naine blanche constitue ce qu'il reste de l'étoile progénitrice, à savoir son noyau maintenant inerte. Les auteurs concluent que le système a au moins 900 millions d’années. Il s'agit du temps nécessaire pour qu'une étoile de masse égale à 2,3 M☉ devienne une naine blanche.
Dans 100 à 200 millions d'années, Régulus A deviendra à son tour une géante rouge et commencera alors à transférer de la matière à Régulus Ab. Cependant, comme la masse entre les deux composantes est très différente, une enveloppe commune se créera, entourant les deux étoiles. À l'intérieur de cette enveloppe, l'orbite autour du barycentre commun des deux étoiles commencera à se rétrécir puis à se désintégrer en raison de la perte progressive du moment cinétique. La suite des événements est incertaine et dépendra de la vitesse à laquelle l’orbite des deux composantes se désintégrera. Si elle se désintègre très rapidement, elles pourraient fusionner, donnant naissance à une unique étoile géante à rotation rapide. Si la décroissance de l'orbite se produit plus lentement, l'enveloppe commune aura le temps de se disperser, exposant ainsi le cœur de Régulus A. Ce noyau aura une masse d'environ 0,5 M☉ et sera composé d'hélium dans sa partie externe et de carbone et d'oxygène dans sa partie interne. Pendant un certain temps, l'hélium continuera à fusionner pour donner du carbone et de l'oxygène, en maintenant le rayon de l'étoile à 0,1 R☉, mais lorsque les réactions de fusion disparaîtront complètement, l'étoile se contractera davantage et dégénèrera.
Entre-temps, l'orbite continuera à se resserrer en raison de l'émission d'ondes gravitationnelles. Puis, à un moment donné, l’une des deux composantes remplira son propre lobe de Roche, donnant naissance à une binaire de type AM Canum Venaticorum, composée de deux naines blanches très proches et ayant une période orbitale très courte (< 80 minutes), dans laquelle l’une des deux composantes donnera de la matière à l’autre. L’étoile donneuse dépendra encore une fois de la vitesse à laquelle l’orbite se réduira. Si les deux composantes s’approchent alors que les réactions de fusion dans le cœur de Régulus A ont toujours cours, maintenant le rayon de l’étoile à 0,1 R☉, elle remplira d’abord son propre lobe de Roche et commencera à céder de la masse à Régulus Ab, qui, une fois qu'elle aura atteint une masse de 0,48 M☉ atteindra le flash de l'hélium ; il devrait en résulter l'élimination des deux étoiles. Inversement, si les deux composantes s’approchent alors que le noyau de Régulus A a déjà cessé les réactions nucléaires en son sein, Régulus Ab cédera alors de la masse à son compagnon. Le résultat est incertain. En effet, l'hélium accumulé sur le noyau dégénéré de Régulus A devrait être à l'origine de novas, mais il n'est pas impossible également que le résultat final soit une supernova de type Ia ou que les deux composantes continuent de s'approcher malgré les explosions, fusionnant pour donner naissance à une étoile sous-naine chaude.

### Régulus B et C
Le catalogue d'étoiles doubles de Washington indique l'existence de trois autres compagnons pour Régulus A, dont aucun n’a montré de mouvement orbital significatif depuis leur découverte. À 175" de Régulus A, il existe une composante désignée en tant que Régulus B. C'est une étoile de magnitude apparente 8,13, qui figure dans le catalogue Henry Draper sous la désignation HD 87884. C'est une naine orange de type spectral K0 Ve, ayant probablement une masse de 0,8 M☉ un rayon légèrement inférieur à celui du Soleil et une luminosité de 0,31 L☉. La lettre 'e' à la fin de son type spectral indique une particularité dans son spectre, la présence de raies d'émission.
Régulus B possède un compagnon faible de magnitude apparente 13.1 appelé Régulus C. Il s'agit d'une naine rouge de type spectral M4 V. Son type spectral suggère qu'elle a une masse de 0,2 M☉ et une luminosité de 0,003 1 L☉. La distance entre les composantes B et C a diminué et est passée de 4" à 2,5" entre 1867 et 1943. Les composantes de la paire BC sont séparées d'au moins 97 UA et leur période orbitale est d’au moins 800 ans. Cette paire orbite autour de la principale, à une distance d'au moins 4 200 UA (630 milliards de km, soit 0,066 années-lumière), avec une période d’au moins 130 000 ans. Si l'on se plaçait sur une hypothétique planète en orbite autour de la paire BC à une distance cent fois supérieure à celle qui sépare Pluton du Soleil, Régulus A aurait toujours une luminosité égale à 4 fois celle de la pleine lune vue de la Terre.

### Régulus D
Il existe une composante D, de magnitude 12, qui est visuellement à 200" de Régulus A, mais qui ne semble pas être liée physiquement au système. Sa parallaxe annuelle, mesurée par le satellite Gaia, de 6,4352 ± 0,0215 mas, confirme qu'il s'agit d'un compagnon optique situé bien plus loin que Régulus de la Terre, à une distance de 155,395 3 ± 0,519 2 pc (506,82 ± 1,69 a.l.) de nous. Il s’agit de l’étoile également désignée UCAC2 35936287,.

## Le ciel vu de Régulus

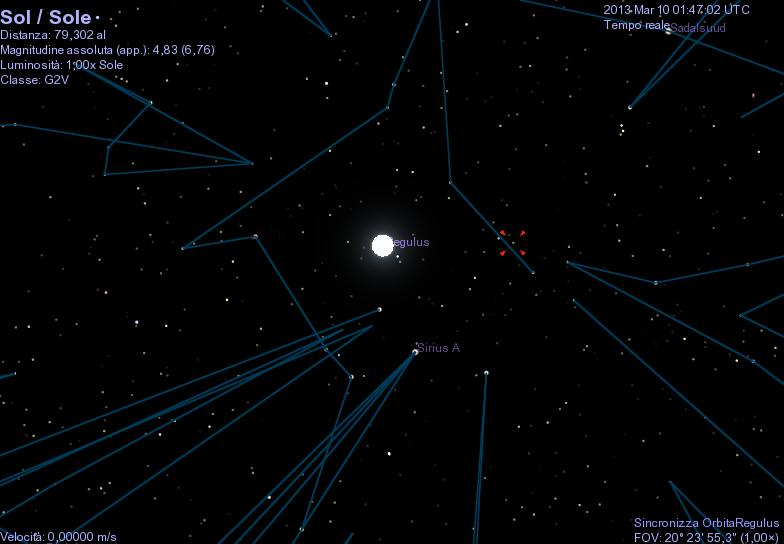
Le Soleil vu de Régulus, dans une simulation effectuée à l'aide du logiciel Celestia : localisé dans le ciel près de Sirius, il ne serait pas visible à l'œil nu.

Un observateur hypothétique situé sur une planète en orbite autour de l'une des composantes du système de Régulus verrait un ciel très différent de celui que l'on peut observer sur Terre : ceci s'explique par le fait que les distances de notre système solaire par rapport à de nombreuses étoiles parmi les plus brillantes de notre ciel nocturne sont très différentes de celles qui séparent ces étoiles de Régulus.
Même à une distance de 4 200 UA, Régulus A apparaîtrait depuis une planète en orbite autour des composantes B ou C extrêmement lumineuse, et serait 6 fois plus lumineuse que la pleine lune vue de la Terre. Depuis la naine rouge, le ciel serait plutôt clair la plupart du temps. Ici, même la naine orange serait très brillante. À une distance de 97 UA, elle aurait une magnitude d'environ -15,4, inférieure même à celle qu'aurait Régulus A.
Le Soleil, de Régulus, ne serait pas visible à l'œil nu puisqu'il aurait une magnitude apparente de +6,8 ; il serait situé, dans le ciel, non loin de Sirius, qui, à 75 années-lumière de Régulus, serait bien loin d'être l'étoile la plus brillante du ciel nocturne. L'étoile la plus brillante du ciel nocturne serait Canopus (-0,64), devant Algieba (+0,06), qui, à 53 années-lumière, serait plus brillante de deux magnitudes que quand elle est observée de la Terre ; Algieba serait même légèrement plus brillante que les supergéantes d'Orion, Rigel et Bételgeuse. De même, Alphard et Delta Leonis seraient plus brillantes que vues depuis la Terre et auraient une magnitude de +0,95 et +1,09 respectivement. Capella et Arcturus auraient « seulement » une magnitude apparente de +1,3, alors que Sirius et Véga seraient des étoiles banales, de magnitude +3,2 et +2,8 respectivement,.
Comme la durée de vie de Régulus A est relativement courte en raison de sa grande masse, les étoiles qui ont le plus de chances d’avoir des planètes habitables en orbite autour d’elles sont la naine orange et la naine rouge, c'est-à-dire Régulus B et Régulus C.

## Nomenclature, étymologie et contexte historique
- Sur le nom Régulus

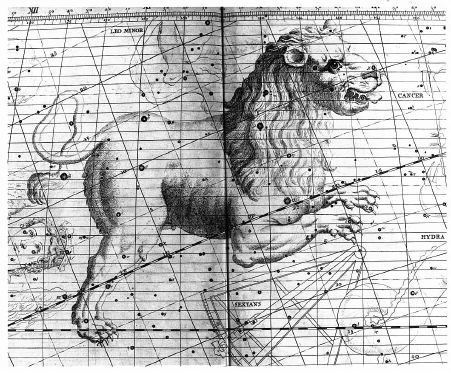
La constellation du Lion dans l’Atlas Coelestis de John Flamsteed. Sur la poitrine du Lion est localisée Régulus, indiquée par la lettre alpha.

Le nom Regulus, dans sa forme internationale, a été approuvé l'Union astronomique internationale (UAI). Il reste dans la tradition des appellations que cette étoile connaît depuis l’Antiquité mésopotamienne. Dans celle-ci, la figure du Lion, attestée dès l’époque paléo-babylonienne (2000-1600 av. è. c.) est associée à un dieu mineur à tête de lion, Lātarāk, souvent assimilé ou associé à Lulal, divinité des climats, également figuré avec une tête de lion. Le lion, que l’on a pu identifier au roi des animaux, est ensuite devenu l’animal-attribut de la déesse Ishtar. Mais, avec l’ascension et la suprématie de Marduk dans la panthéon babylonien, l’akkadien LUGAL = Šarru, « le Roi », épithète de ce dieu est affecté à l’étoile brillante d’UR.GU.LA = Urgulû, soit « le Lion ».
En héritant du ciel mésopotamien, les Grecs reprennent à l’identique la constellation du Lion, déjà complètement délimitée et développée au début du 1er millénaire av. è. c., quand toutes les étoiles portent un nom correspondant à leur place dans la figure, sauf l’étoile principale, déjà connue de longue date. Ils adaptent le nom de l’étoile la plus brillante, LUGAL =  Šarru, « le Roi », en la nommant Βασίλισκος, « le Petit Roi ».
D’un autre côté, et par une autre voie passant par l’araméen, l’étoile LUGAL = Šarru, « le Roi », devient chez les Anciens Arabes al-Malik, « le Roi », et al-Malikī, « la Royale », noms repris par les traducteurs de la Μαθηματική σύνταξις de Ptolémée. À leur suite, Gérard de Crémone l’appelle vers 1180 cette étoile Rex dans son Almageste.
L’adaptation Regulus apparaît chez les astronomes allemands de la Renaissance à côté de Basiliscus, avant d’être popularisée par Copernic.
- Kalbelaced / Kalbelasit (Bayer)

Bien avant l’Almageste de Gérard de Crémone, cette étoile, qui figure sur l’astrolabe où les Arabes la nommaient Qalb al-Asad, « le Cœur du Lion », passe dans les listes latines de l’an mil sous le nom de Calbelezet, puis sous des formes diverses avant d’être fixé dans celles de Kalbelaced et  Kalbelasit chez Johann Bayer. Au Moyen Âge apparaît le latin Cor Leonis, puis, dès le XIIIe siècle, le français Cœur du Lion, notamment avec Hagin le Juif en 1273, à côté de Rex. Ce nom subsiste encore dans de nombreux catalogues.
- Alpha Leonis en Perse, en Inde et en Chine

Richard Allen note qu'en Inde, on connaissait cette étoile sous le nom de मघा Maghā, c'est-à-dire « le puissant », qui présidait le 8e Nakṣatra (astérismes qui divisant l'écliptique).
Toujours selon cet auteur, Régulus s'appelle en Perse, Miyan, c'est-à-dire « le Centre ». Dans l’ancienne Perse, cette étoile, nommée Venant, est, selon la légende, la première des quatre étoiles royales du ciel : elle est la sentinelle des étoiles du sud ; Tascheter, soit α Tau, est celle des étoiles de l’Est ; Satevis, soit α Sco, celle des étoiles de l’Ouest ; et Hastorang, soit α PsA, celle des étoiles du Nord. Ces quatre étoiles marquent les deux solstices et les deux équinoxes, et divisent ainsi le ciel en quatre parties. Venant, en particulier, marque le solstice d'été. Notons cependant que les données sur l’astronomie de l’ancienne Perse sont bien plus récentes que celles sur l’astronomie mésopotamienne, largement documentée.
Dans la Chine des Han, Alpha Leonis est 軒轅 Xuānyuán, qui est le nom de l'Empereur jaune, un ancien empereur chinois considéré comme l'ancêtre de la nation chinoise.
Les astrologues médiévaux catégorisaient Régulus parmi une quinzaine d'étoiles liées à des propriétés magiques, à chacune desquelles étaient associées une plante et une pierre précieuse. Ainsi, Régulus était associée au granite et à l'armoise et on lui donnait le symbole kabbalistique . En astrologie, il est dit que Régulus donne des caractéristiques attribuées au lion ou des caractéristiques royales : esprit noble, courage, franchise, positions sociales élevées, pouvoir et richesse.